# (189) Ftia
(189) Ftia és un asteroide que forma part del cinturó d'asteroides i va ser descobert el 9 de setembre de 1878 per Christian Heinrich Friedrich Peters des de l'observatori Litchfield de Clinton, Estats Units d'Amèrica. El nom pot haver-hi estat pres de Ftía, filla de Níobe, o de Ftía, amant d'Apol·lo, tots dos personatges de la mitologia grega.
Phthia està situat a una distància mitjana de 2,45 ua del Sol, i pot allunyar-se'n fins a 2,541 ua. Té una excentricitat de 0,03708 i una inclinació orbital de 5,177°. Fa una òrbita completa al voltant del Sol als 1.401 dies.